# Pagurixus annulus
Pagurixus annulus is een tienpotigensoort uit de familie van de Paguridae. De wetenschappelijke naam van de soort is voor het eerst geldig gepubliceerd in 2013 door Komai & Poupin.